# Partouche Poker Tour

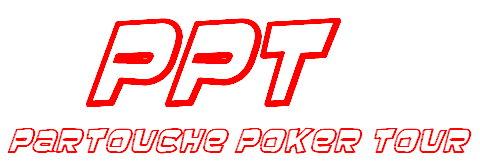
Logo du PPT, fait par Dimcho H. Dimov.

Le Partouche Poker Tour (PPT) était une série de tournois de poker qui s'est déroulé de 2008 à 2012 au casino Palm Beach à Cannes.
Le tournoi principal était le Main Event. On pouvait y participer en payant le prix d'entrée ou en se qualifiant par un satellite. Il y avait des satellites toute l'année dans plusieurs casinos du Groupe Partouche et sur les salles de poker en ligne.

## Résultats du Main Event

### 2008
| Place | Nom                | Prix        |
| ----- | ------------------ | ----------- |
| 1er   | Alain Roy          | 1 000 000 € |
| 2e    | Claudio Rinaldi    | 511 100 €   |
| 3e    | Antonin Teisseire  | 335 000 €   |
| 4e    | Stephane Bazin     | 225 500 €   |
| 5e    | Philippe Narboni   | 156 500 €   |
| 6e    | Jean-Philippe Rohr | 123 000 €   |
| 7e    | Brice Cornut       | 100 500 €   |
| 8e    | Michel Abécassis   | 78 500 €    |
| 9e    | Gus Hansen         | 58 000 €    |

### 2009
| Place | Nom                  | Prix        |
| ----- | -------------------- | ----------- |
| 1er   | Jean-Paul Pasqualini | 1 000 000 € |
| 2e    | Cédric Rossi         | 606 700 €   |
| 3e    | Gianni Giaroni       | 357 200 €   |
| 4e    | Michel Janvier       | 262 400 €   |
| 5e    | Wesley Pantling      | 211 800 €   |
| 6e    | Hassan Fares         | 155 800 €   |
| 7e    | Michael Tureniec     | 133 600 €   |
| 8e    | Mika Puumalainen     | 118 700 €   |
| 9e    | Henri Kettunen       | 102 300 €   |

### 2010
| Place | Nom                | Prix        |
| ----- | ------------------ | ----------- |
| 1er   | Vanessa Selbst     | 1 300 000 € |
| 2e    | Raphael Kroll      | 800 000 €   |
| 3e    | Fabrice Soulier    | 500 000 €   |
| 4e    | Tommi Etelapera    | 360 000 €   |
| 5e    | Ibrahim Raouf      | 300 000 €   |
| 6e    | Soren Konsgaard    | 240 000 €   |
| 7e    | Cyril André        | 187 500 €   |
| 8e    | Tobias Reinkemeier | 130 700 €   |

L'allemand Ali Tekintamgac devait jouer la table finale mais il a été disqualifié pour cause de tricherie.

### 2011
| Place | Nom                  | Prix        |
| ----- | -------------------- | ----------- |
| 1er   | Samuel Trickett      | 1 000 000 € |
| 2e    | Salman Behbehani     | 600 000 €   |
| 3e    | Oleksii Kovalchuk    | 379 760 €   |
| 4e    | Ilan Boujenah        | 300 000 €   |
| 5e    | Roger Hairabedian    | 230 000 €   |
| 6e    | Mustapha Kanit       | 190 000 €   |
| 7e    | Aleksander Dovzhenko | 160 000 €   |
| 8e    | Alexandre Coussy     | 130 000 €   |
| 9e    | Mads Wissing         | 100 000 €   |

### 2012
| Place | Nom                 | Prix        |
| ----- | ------------------- | ----------- |
| 1er   | Ole Schemion        | 1 172 850 € |
| 2e    | Karen Sarkisyan     | 693 494 €   |
| 3e    | Aaron Lim           | 417 499 €   |
| 4e    | Dan O'Brien         | 341 991 €   |
| 5e    | Marcello Marigliano | 267 492 €   |
| 6e    | Fabrice Touil       | 223 498 €   |
| 7e    | Dan Smith           | 178 496 €   |
| 8e    | Tomeu Gomila        | 139 499 €   |
| 9e    | Tom Alner           | 105 404 €   |

## Référence
1. ↑  « PPT 2010 : Ali Tekintamgac exclu de la finale »(Archive.org • Wikiwix • Archive.is • Google • Que faire ?), sur fr.pokernews.com, 6 novembre 2010 (consulté le 9 janvier 2010).